# Bobowicko (przystanek kolejowy)
Bobowicko – przystanek kolejowy w Bobowicku, w województwie lubuskim, w Polsce.